# Pola Raksa

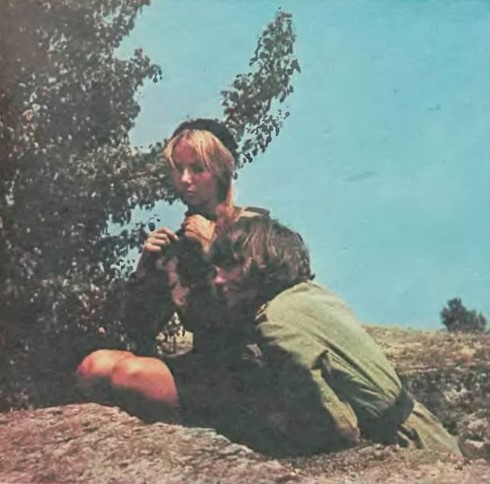
Pola Raksa i Małgorzata Niemirska na planie serialu Czterej pancerni i pies (1969)

Pola Raksa, właśc. Apolonia Raksa (ur. 14 kwietnia 1941 w Lidzie) – polska aktorka filmowa, teatralna i telewizyjna.
Jedna z najwybitniejszych aktorek w historii polskiej kinematografii. W latach 60. i 70. XX wieku uchodziła za symbol seksu w polskim kinie. Najbardziej znana z roli Marusi w serialu Czterej pancerni i pies (1966–1970). Wystąpiła też w filmach: Szatan z siódmej klasy (1960), Panienka z okienka (1964), Popioły (1965), Przygoda z piosenką (1968), Pogoń za Adamem (1970), Aria dla atlety (1979) i Uprowadzenie Agaty (1993). Za swój wkład w polską kulturę otrzymała Złoty Krzyż Zasługi (1974) i Odznakę „Zasłużony Działacz Kultury” (1979). W 2003 czytelnicy czasopisma „Super Express” nazwali ją najpiękniejszą ze wszystkich polskich blondynek.

## Życiorys

### Wczesne lata
Urodziła się w Lidzie, ówcześnie mieście powiatowym II Rzeczypospolitej Polskiej będącym pod okupacją ZSRR (obecnie położonym na terenie Białorusi), w rodzinie katolickiej jako córka Zofii i Edwarda Raksy. Po II wojnie światowej rodzice z niechęcią porzucili rodzinny dom, przenieśli się do nowej Polski i zamieszkali we Wrocławiu-Leśnicy. Wkrótce rodzina przeprowadziła się do Jeleniej Góry, gdzie jej matka pracowała jako krawcowa, a ojciec zajmował się czapnictwem. Apolonia Raksa wychowywała się w towarzystwie dwóch młodszych sióstr, Jolanty i Izabeli, uczęszczała do jeleniogórskiej Szkoły Podstawowej Nr 4 i I Liceum Ogólnokształcącego im. Stefana Żeromskiego. Naukę kontynuowała w I Liceum Ogólnokształcącym we Wrocławiu. Po ukończeniu liceum, rozpoczęła studia wyższe na Wydziale Filologicznym na Uniwersytecie Wrocławskim. Będąc studentką pierwszego roku dołączyła do zespołu kabaretu „Kalamburek”, w którym debiutowała w 1960 roku w sztuce „Anioł Sterany”.

### Kariera
Na jesieni 1959 roku w barze mlecznym we Wrocławiu fotoreporter Piotr Barącz zaproponował jej udział w sesji zdjęciowej na rzecz fotoreportażu, który ukazał się w styczniu 1960 roku w czasopiśmie dla młodzieży „Dookoła Świata”. Uroda dziewczyny zwróciła uwagę Marii Kaniewskiej, reżyserki kompletującej obsadę do reżyserowanego przez siebie filmu Szatan z siódmej klasy (1960), który stał się filmowym debiutem Poli Raksy. Wkrótce dostała dość dużą rolę w filmie Rzeczywistość (1960). W rezultacie przerwała studia polonistyczne i rozpoczęła naukę na Wydziale Aktorskim PWSFTviT w Łodzi. Studia ukończyła w 1964 i do 1968 była aktorką Teatru Powszechnego w Łodzi (zadebiutowała 6 marca 1964).
W 1968 przeniosła się do Teatru Współczesnego w Warszawie, gdzie występowała do 1986 roku.
Do końca lat 80 XX w. pojawiała się też na scenie Teatru Telewizji, między innymi w sztuce Mgiełka. Po latach przerwy zagrała w 1993 roku w filmie Uprowadzenie Agaty, i – jak dotychczas – była to jej ostatnia rola filmowa. Z kolei jej ostatnim występem teatralnym był udział w 1997 roku w spektaklu Listy naszych czytelników Zbigniewa Herberta w reżyserii Zdzisława Wardejna wystawianym w Teatrze Dramatycznym w Warszawie. Z kina wycofała się w 1993 roku i konsekwentnie nie udziela wywiadów.
Zajmuje się różnymi formami plastyki (w tym również strojami). Jej dziełem były kostiumy w recitalu Ewy Błaszczyk w Teatrze Studio w Warszawie (1999). Od początku 1998 roku przez kilka kolejnych lat prowadziła w „Rzeczpospolitej” rubrykę o modzie.

## Życie prywatne
W latach 1964–1970 była żoną Andrzeja Kostenki, reżysera, scenarzysty i operatora filmowego, z którym ma syna Marcina (ur. 1967).

## Filmografia
| Filmy fabularne     |                                  |                          |                              |
| Rok                 | Tytuł                            | Reżyser                  | Rola                         |
| 1960                | Szatan z siódmej klasy           | Maria Kaniewska          | Wanda Gąsowska               |
| 1960                | Rzeczywistość                    | Antoni Bohdziewicz       | Marysia                      |
| 1962                | Klub kawalerów                   | Jerzy Zarzycki           | Marynia                      |
| 1963                | Ich dzień powszedni              | Aleksander Ścibor-Rylski | Grażyna                      |
| 1963                | Rozwodów nie będzie              | Jerzy Stefan Stawiński   | Krysia                       |
| 1964                | Rękopis znaleziony w Saragossie  | Wojciech Jerzy Has       | Inezilia                     |
| 1964                | Panienka z okienka               | Maria Kaniewska          | Hedwiga                      |
| 1964                | Beata                            | Anna Sokołowska          | Beata                        |
| 1965                | Popioły                          | Andrzej Wajda            | Helena de With               |
| 1965                | Błękitny pokój                   | Janusz Majewski          | Izabela                      |
| 1966                | Bicz Boży                        | Maria Kaniewska          | Hania                        |
| 1967                | Zosia                            | Władimir Bogomołow       | Zosia                        |
| 1967                | Paryż – Warszawa bez wizy        | Hieronim Przybył         | Elżbieta                     |
| 1968                | Przygoda z piosenką              | Stanisław Bareja         | Mariola                      |
| 1970                | Pogoń za Adamem                  | Jerzy Zarzycki           | Kama                         |
| 1973                | Śnieżyca (Hószakadás)            | Ferenc Kósa              | spadochroniarka              |
| 1975                | Oszlopos Simeon                  | Károly Esztergályos      | sąsiadka Janosa Kissa        |
| 1978                | Dux Polonorum – Niemcza 1017 Rok | Janusz Chodnikiewicz     | Oda Miśnieńska               |
| 1979                | Aria dla atlety                  | Filip Bajon              | Cecylia                      |
| 1980                | Nic nie stoi na przeszkodzie     | Hubert Drapella          | Irena                        |
| 1982                | Elveszett illúziók               | Gyula Gazdag             | dziewczyna                   |
| 1985                | Fehér rum                        | Károly Esztergályos      | dr Zsuzsanna Rév             |
| 1993                | Uprowadzenie Agaty               | Marek Piwowski           | matka Agaty                  |
| Seriale telewizyjne |                                  |                          |                              |
| 1965                | Kapitan Sowa na tropie           | Stanisław Bareja         | Zuzanna (odc.4)              |
| 1966–1970           | Czterej pancerni i pies          | Konrad Nałęcki           | Marusia                      |
| 1986                | Tulipan                          | Janusz Dymek             | dziennikarka Kubicka (odc.6) |

## Odznaczenia i nagrody
- Złoty Krzyż Zasługi (1974)[20]
- Odznaka Zasłużony Działacz Kultury (1979)
- Srebrne Odznaczenie im. Janka Krasickiego[21]
- Nagroda indywidualna II Telewizyjnego Festiwalu Teatrów Dramatycznych za rolę Julii w przedstawieniu Romeo i Julia Shakespeare’a w Teatrze Powszechnym w Łodzi podczas II Telewizyjnego Festiwalu Teatrów Dramatycznych (1965)
- Nagroda Srebrna Maska najpopularniejsza aktorka (1967, 1969, 1970)
- Nagroda Ministra Obrony Narodowej I stopnia za serial telewizyjny Czterej pancerni i pies (1967)
- Międzynarodowy Festiwal Filmowy w Moskwie, nagroda pisma „Sowietskij Ekran” za Zosia (1967)

## Odniesienia w kulturze
- Za jej Poli Raksy twarz każdy by się zabić dał – tak o urodzie Poli Raksy śpiewał Grzegorz Markowski z zespołu Perfect w piosence „Autobiografia”. Autorem tekstu jest Bogdan Olewicz.